# Mototriciclo Guzzi 32
Il Mototriciclo Guzzi Modello 32 è un motocarro italiano costruita dalla Moto Guzzi tra il 1932 ed il 1939 per le forze armate ed il mercato civile.

## Tecnica
La parte motoristica e del telaio anteriore derivava dalla motocicletta Moto Guzzi GT 17. Il motore, un monocilindrico a quattro tempi da 500 cm³ con alesaggio di 88 mm e corsa di 82 mm raffreddato ad aria ed erogante 13,2 hp a 4000 giri/min. L'alimentazione, a caduta, è garantita dal carburatore Dell'Orto. La trasmissione è a catena, con cambio a 3 rapporti. Il telaio triciclo in tubolari d'acciaio pesa 140 kg, con freni a tamburo. Il passo è di 1455 mm, la carreggiata 1100 mm, la luce da terra 200 mm. Il cassone, da 300 kg di portata, ha dimensioni 1183×830×315 mm.